# Lai (État)
Pour les articles homonymes, voir Lai.
? – 567 av. J.-C.
Entités suivantes :
- Qi

Lai (chinois simplifié: 莱; chinois traditionnel: 萊; pinyin: Lái), également connu sous le nom de Láiyí (萊夷), était un
ancien état Dongyi situé dans l'actuelle province du Shandong, enregistré dans le Livre de Xia. Tang Shanchun (唐善纯) pense que lái signifie «montagne» en ancien Yue (古越语), tandis que le Yue Jue Shu (越絕書</link>) indique que lai signifie «nature sauvage»,.

## Histoire
Lai était l'ennemi traditionnel de Qi, à l'ouest. Dès que Jiang Ziya, le premier souverain de Qi, arriva sur ses terres, Lai attaqua la capitale de Qi, Linzi. En 567 av. J.-C., Lai attaqua Qi mais fut finalement vaincu et conquis par le duc Ling de Qi (en), et son dernier dirigeant, le duc Gong de Lai (ko), fut tué,. Lai était un état de grande taille et Qi a plus que doublé de taille après avoir annexé Lai,. Les habitants de Lai furent déplacés à Laiwu, où Mencius les appela plus tard les Qídōng yěrén (齊東野人), les «sauvages du Qi oriental».

## Souverains de Lai
- Furou (浮柔), Duc Gong de Lai (ko) (萊共公) ? – 567 av. J.-C.